# عصفور الملك الحزمي الذيل
عصفور الملك الحزمي الذيل (الاسم العلمي: Tyrannus caudifasciatus) (بالإنجليزية: Loggerhead Kingbird)‏ هو نوع من الطيور يتبع جنس عصفور الملك من فصيلة عصافير الملك.